# Lara Marti
Lara Katinka Marti (Basilea, 21 settembre 1999) è una calciatrice svizzera, difensore del RB Lipsia e della nazionale svizzera.

## Carriera

### Club
Marti ha iniziato a giocare a calcio dal 2008 con il Lausen 72, club di calcio giovanile di Lausen, nel Canton Basilea Campagna, iniziando la sua formazione per passare poi, nel 2010, al Liestal e nel 2014 alla sua prima formazione interamente femminile, il Basilea.
Dopo aver inizialmente fatto parte della rosa della squadra Under-19, dalla stagione 2015-2016 viene aggregata alla prima squadra con la quale, all'età di 16 anni, fa il suo debutto in Lega Nazionale A, il massimo livello del campionato svizzero di categoria, nel febbraio 2016. Nelle quattro stagioni successive Marti ha maturato, in campionato, un totale di 62 presenze segnando nove reti.
Nell'estate 2020 coglie l'occasione per disputare il suo primo impegno professionale all'estero, firmando un contratto biennale con il Bayer Leverkusen per giocare nel campionato tedesco dalla stagione entrante. A disposizione del tecnico Achim Feifel fa il suo debutto in Frauen-Bundesliga il 4 ottobre 2020, alla 4ª giornata di campionato, nella sconfitta casalinga per 4-0 con il Wolfsburg. Alla sua prima esperienza all'estero contribuisce a far raggiungere alla sua squadra la migliore prestazione nella Bundesliga femminile, il 5 posto, mentre in Coppa di Germania la squadra viene eliminata dal Colonia già al secondo turno.

### Nazionale
Marti è passata attraverso tutte le selezioni giovanili dell'Associazione Svizzera di Football e ha fatto parte, tra l'altro, della formazione under 19 che ha disputato gli Europei casalinghi 2018, dove è scesa in campo in tutti i tre incontri della fase a gironi prima dell'eliminazione della sua nazionale.
Nel 2019 arriva la sua prima convocazione in nazionale maggiore, chiamata dal commissario tecnico Nils Nielsen in occasione dell'amichevole con la Serbia del 14 giugno, terminata con una rete per parte, dove, partita titolare, al 73' viene sostituita da Noa Schärz quando il risultato era ancora in favore delle serbe per 1-0. In seguito Nielsen continua a darle fiducia convocandola in occasione sia delle qualificazioni all'Europeo di Inghilterra 2022 dove contribuisce alla qualificazione alla fase finale nell'incontro di ritorno dei play-off vinto ai rigori sulla Rep. Ceca, che in quelle per il Mondiale di Australia e Nuova Zelanda 2023.

## Statistiche

### Presenze e reti nei club
Statistiche (parziali) aggiornate al 27 luglio 2025.
| Stagione                   | Squadra                    | Campionato                 | Campionato | Campionato | Coppe nazionali | Coppe nazionali | Coppe nazionali | Coppe continentali | Coppe continentali | Coppe continentali | Altre coppe | Altre coppe | Altre coppe | Totale | Totale | Totale |
| Stagione                   | Squadra                    | Comp                       | Pres       | Reti       | Comp            | Pres            | Reti            | Comp               | Pres               | Reti               | Comp        | Pres        | Reti        | Pres   | Reti   |        |
| Totale Basilea             | Totale Basilea             | Totale Basilea             | 62         | 9          | -               | ?               | ?               | -                  | -                  | -                  | -           | -           | -           | 62+    | 9+     |        |
| -------------------------- | -------------------------- | -------------------------- | ---------- | ---------- | --------------- | --------------- | --------------- | ------------------ | ------------------ | ------------------ | ----------- | ----------- | ----------- | ------ | ------ | ------ |
| 2020-2021                  | Bayer Leverkusen           | FB                         | 12         | 0          | CG              | 1               | 0               | -                  | -                  | -                  | -           | -           | -           | 13     | 0      |        |
| 2021-2022                  | Bayer Leverkusen           | FB                         | 15         | 0          | CG              | 4               | 0               | -                  | -                  | -                  | -           | -           | -           | 19     | 0      |        |
| 2022-2023                  | Bayer Leverkusen           | FB                         | 18         | 1          | CG              | 2               | 0               | -                  | -                  | -                  | -           | -           | -           | 8      | 0      |        |
| lug.-dic. 2023             | Bayer Leverkusen           | FB                         | 2          | 0          | CG              | 1               | 0               | -                  | -                  | -                  | -           | -           | -           | 3      | 0      |        |
| Totale Bayer 04 Leverkusen | Totale Bayer 04 Leverkusen | Totale Bayer 04 Leverkusen | 47         | 1          | -               | 8               | 0               | -                  | -                  | -                  | -           | -           | -           | 40     | 0      |        |
| gen.-giu. 2024             | RB Lipsia                  | FB                         | 6          | 0          | CG              | -               | -               | -                  | -                  | -                  | -           | -           | -           | 6      | 0      |        |
| 2024-2025                  | RB Lipsia                  | FB                         | 18         | 0          | CG              | -               | -               | -                  | -                  | -                  | -           | -           | -           | 18     | 0      |        |
| Totale RB Lipsia           | Totale RB Lipsia           | Totale RB Lipsia           | 24         | 0          | -               | -               | -               | -                  | -                  | -                  | -           | -           | -           | 24     | 0      |        |
| Totale carriera            | Totale carriera            | Totale carriera            | 135        | 10         | -               | 8+              | 0+              | -                  | -                  | -                  | -           | -           | -           | 143+   | 10+    |        |